# 岳雲

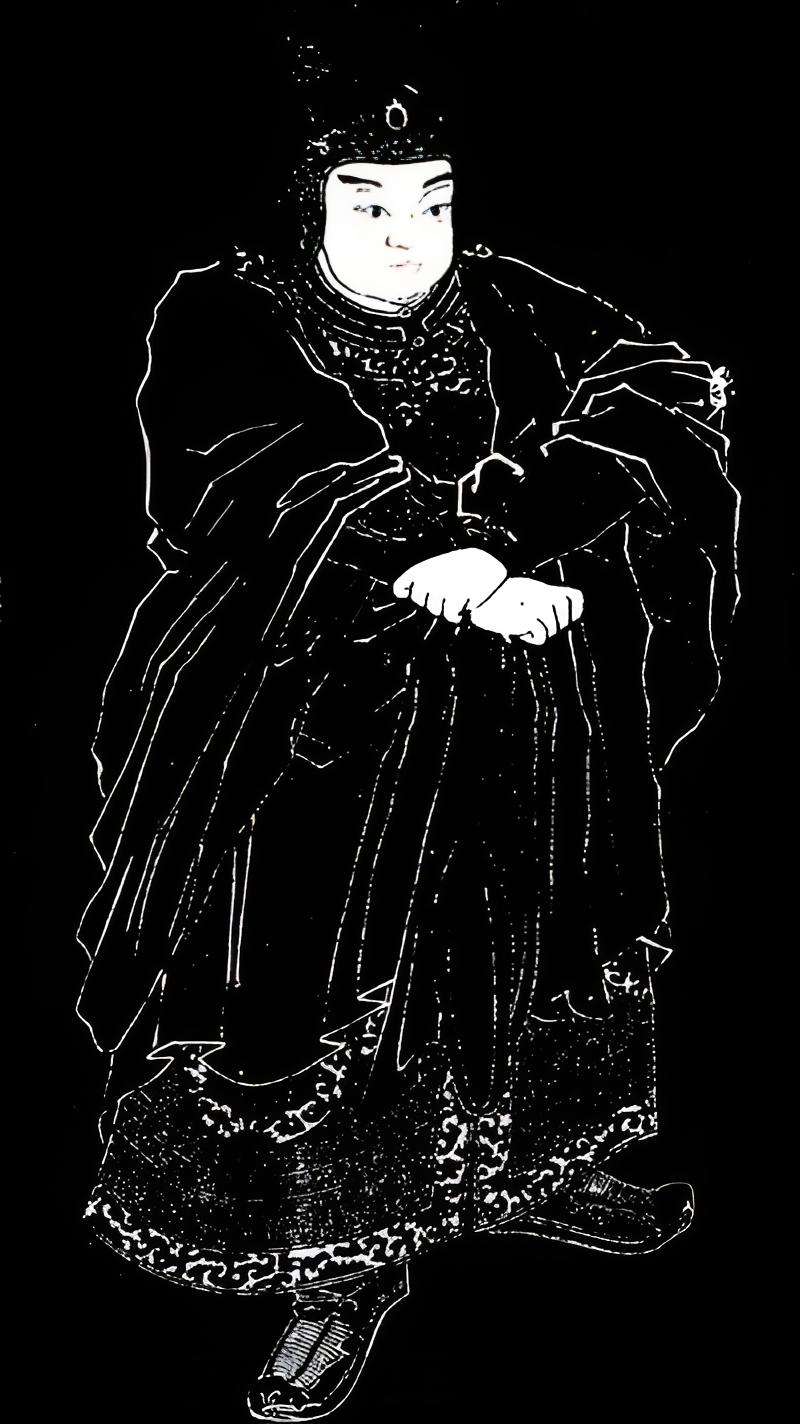
岳雲

岳 雲（がく うん、1119年 - 1142年）は、中国南宋の武将。岳飛の長男（あるいは養子）。字は応祥。

## 生涯
武勇に優れ、武将として頭角を現した。
だが、南宋の宰相の秦檜は岳飛父子が目障りで、目の上の瘤だった。そこで彼は金の皇族の梁王斡啜（宗弼）と密約を結び、部下の万俟卨に命じて岳飛と岳雲を逮捕し投獄した。紹興11年12月29日（西暦で1142年）、岳雲は秦檜によって岳飛とともに極刑に処され、反逆者として晒し首にされたという。享年23。
その死後、岳飛父子に対する人々の同情によって建てられた杭州の岳王廟では、岳雲は父の岳飛の隣の堂にまつられており、墓も岳飛の墓の隣にある。そして岳飛父子の墓の前には、彼らを陥れた秦檜夫婦・万俟卨・張俊（岳飛と敵対した秦檜派の軍人）らが揃って後ろ手に縛られ、跪いている銅像がある。

## 家族
- 妻：鞏氏
- 男子：岳甫、岳申
- 女子：岳大娘

## 史料
- 『宋史』巻365 列伝124
- 『建炎以来係年要録』巻143
- 『金佗粋編』巻13